# The Star-Spangled Man
«The Star-Spangled Man» (с англ. — «Человек в звёздно-полосатом») — второй эпизод американского мини-сериала «Сокол и Зимний солдат», основанного на персонажах комиксов Marvel Сэме Уилсоне и Баки Барнсе. Действия происходят после событий фильма «Мстители: Финал» (2019) в медиафраншизе «Кинематографическая вселенная Marvel» (КВМ). Сценарий к нему написал Майкл Кастелин, а режиссёром стала Кари Скогланд.
Эпизод «The Star-Spangled Man» вышел на «Disney+» 26 марта 2021 года.

## Сюжет
Джон Уокер появляется в эфире утреннего шоу «Good Morning America» и даёт интервью, в котором клянётся следовать пути Стива Роджерса. За этим наблюдают по телевизору Баки Барнс и Сэм Уилсон. Затем Сэм и Баки вместе едут в Германию и обнаруживают, что «Разрушители флагов» занимаются контрабандой лекарств. Сокол сталкивается с заложником, которого они видели, пока наблюдали, но это оказывается лидер группировки — Карли Моргенто. «Разрушители флагов», обладающие сверхчеловеческой силой, быстро побеждают Барнса и Уилсона. Им на помощь приходят Джон Уокер и Лемар Хоскинс, но «Разрушители флагов» скрываются. Барнс ведёт Уилсона к Исайе Брэдли — ветерану-суперсолдату, действовавшему во время Корейской войны, но он отказывается работать с ними. Барнса арестовывают за пропуск назначенного судом сеанса у психолога, но его быстро освобождают, когда вмешивается Уокер. Сэм и Баки ругаются друг с другом на сеансе: Баки не доволен тем, что Сокол отдал щит Стива Роджерса, хотя тот доверил его ему. Уокер просит Барнса и Уилсона работать с ним, чтобы выследить «Разрушителей флагов», но они отказываются и вместо этого решают пойти к Гельмуту Земо, находящемуся в тюрьме в Берлине, чтобы спросить есть ли у него какая-нибудь информация о «Разрушителях флагов» и о том, как они получили сверхчеловеческую силу.

## Производство

### Разработка
С октября 2018 года «Marvel Studios» разрабатывала мини-сериал, в главных ролях которого Энтони Маки (Сэм Уилсон / Сокол) и Себастиан Стэн (Баки Барнс / Зимний солдат). Он был официально объявлен как «Сокол и Зимний солдат» в апреле 2019 года. Кари Скогланд была нанята режиссёром мини-сериала месяц спустя. Главным сценаристом стал Малкольм Спеллман, исполнительным продюсером — Кевин Файги, а также Луи Д’Эспозито, Виктория Алонсо и Нейт Мур:15.
Сценарий ко второму эпизоду был написан Майклом Кастелином. Оригинальное название отсылает к песне Алана Менкена «Star Spangled Man» из фильма «Первый мститель» (2011).

### Кастинг
В главных ролях Сэма и Баки вновь Энтони Маки и Себастиан Стэн соответственно. Уайатт Рассел был в роли Джона Уокера, Эрин Келлиман — в роли Карли Моргенто.
Дэнни Рамирез играл Хоакина Торреса, Даниэль Брюль был в роли Гельмута Земо:44:12—44:46. Кле Беннет играл Лемара Хоскинса, Карл Ламбли — Айзае Брэдли. Десмонд Чиам, Дэни Дити и Индиа Басси в ролях Разрушителей флагов — Довича, Джиджи и ДиДи соответственно. Ренес Ривера играл Ленокса, Тайлер Дин Флорес — Диего, Несс Баутиста — Матиаса, Эми Акино — доктора Рейнор:45:21. Элайджа Ричардсон был в роли Эли Брэдли, Ноа Миллс — в роли Нико:45:21, Габриэллэ Биндлосс играла Оливию Уокер, Майк Рэй — Алонсо Барбера, Нил Кодински — Руди и Сара Хейнс в роли самой себя:45:21.

### Съёмки и визуальные эффекты
Съёмки начались 31 октября 2019 года на студии «Pinewood Atlanta Studios» в Атланте (Джорджия) под руководством Скогланд и Диллона:15. Местом съёмок был столичный район Атланты и Прага.
Визуальные эффекты для эпизода были созданы «Digital Frontier», «Tippett Studio», «Rodeo FX», «QPPE», «Cantina Creative», «Technicolor VFX» и «Trixter»:46:43–46:53.

### Музыка
Саундтрек «Star Spangled Man» из «Первого мстителя» здесь исполнен свинговой аранжировкой.

## Релиз
Эпизод «The Star-Spangled Man» был выпущен на «Disney+» 26 марта 2021 года.

## Маркетинг
19 марта 2021 года Marvel анонсировала серию плакатов, созданных различными художниками для сериала, а 31 марта был представлен плакат к эпизоду «The Star-Spangled Man», созданный Беллой Грейс. После релиза были анонсированы товары, вдохновлённые эпизодом, в рамках еженедельной акции «Marvel Must Haves» для каждого эпизода сериала, включая одежду, аксессуары и фигурки Уокера от «Funko Pop» и «Marvel Legends» и Зимнего солдата от «Hot Toys».

## Отзывы
На сайте-агрегаторе рецензий «Rotten Tomatoes» эпизод имеет рейтинг 100 % со средней оценкой 8,1 из 10 на основе 33 отзывов. Консенсус критиков на сайте гласит: «Новая политическая интрига и здоровая доза эмоциональных ставок — это отлично, но что действительно заставляет „Человека в звёздно-полосатом“ петь, так это возвращение восхитительно антагонистической химии Энтони Маки и Себастиана Стэна».
Мэтт Пёрслоу из «IGN» вынес эпизоду оценку 8 из 10 и написал, что «глубокий, многоуровневый подход премьеры возвращается в полную силу, делая первые шаги к исследованию того, что означает новый Капитан Америка как для человека за маской, так и для тех, кто был близок со Стивом». Он также отметил, что «второй эпизод продолжает обещать насыщенное, вдумчивое шоу о парнях, которые действительно хороши в драках».
Критик из «Hindustan Times» написал, что «как и в первом эпизоде, самые захватывающие моменты второго эпизода — это когда воссоединившиеся Сэм Уилсон (Энтони Маки) и Баки Барнс (Себастиан Стэн) противостоят своим личным демонам».
Джош Уилдинг из «Comic Book Moovie» дал эпизоду оценку 5 из 5 и написал, что «режиссёр Кари Скогланд снова впечатляет захватывающим выходом на уровень блокбастера для Сэма и Баки, которые хотят остановить Разрушителей флагов», а «сценарий Майкла Кастелина решает актуальные проблемы, в то же время делая Джона Уокера (Уайатта Рассела) персонажем, которого мы не можем дождаться, чтобы увидеть больше».
Алан Сепинуолл из «Rolling Stone» написал, что этот эпизод был «даже более загруженным», чем предыдущий, но «гораздо более удовлетворительным», учитывая общие сцены Уилсона и Барнса, которые «значительно повышают энергетический уровень шоу и вносят столь необходимый юмор».
Кристиан Голуб из «Entertainment Weekly» оценил переживания Уокера в начале эпизода и похвалил сцену с Исайе Брэдли. Ему также понравилось, как Разрушители флагов развили свою идею и сравнил группу с Красным лотосом из мультсериала «Легенда о Корре». Говоря о постановке эпизода, Голуб отметил, что он был «не таким впечатляющим», как начало первого эпизода, но компенсировал «разницу в размере и масштабе с большим количеством бойцов».
Сулагна Мизра из «AV Club» поставила эпизоду оценку «A» и написала следующее: «В этом эпизоде Разрушители флагов вызывают гораздо больше сочувствия. Их лозунг, возглавляемый Карли Моргантау (Эрин Келлиман, женщина с самыми завидными веснушками, которые я когда-либо видела) — „Один народ, один мир“ — гораздо более идеалистическая философия, чем они представляли ранее».
Гэвин Джаспер из «Den of Geek» дал эпизоду оценку 4,5 из 5 и написал: «После шаткого старта „Сокол и Зимний солдат“, похоже, нашёл свою опору. В этот раз мы обошлись без лодок и банковских кредитов и столкнулись с интересным конфликтом. Поскольку наши герои неохотно работают вместе, они зажаты между страной, которая плохо обращается с ними, и группой террористов, которая хочет покончить с системами, которые плохо обращаются с нашими героями». Джаспер назвал сцену с Исайе Брэдли запоминающейся.